# Eburia chemsaki
Eburia chemsaki es una especie de coleóptero crisomeloideo de la familia Cerambycidae. 

## Distribución
Es originaria de Guatemala y México.